# 姜志燮
姜志燮（韓語：강지섭，1981年2月6日—），韓國男演員。

## 演出作品

### 電視劇
- 2005年：SBS《老天爺啊！給我愛》飾演 江義禮
- 2006年：SBS《独身天下（朝鲜语：독신천하）》飾演 姜佑赫
- 2006年：MBC《Best劇場－對海說》飾演 李其英
- 2007年：SBS《鹽巴娃娃》飾演 閔賢修
- 2007年：SBS《幸福的女人》飾演 張秉九
- 2008年：KBS《太陽的女子》飾演 洪恩燮
- 2009年：SBS《兩個妻子》飾演 宋志浩
- 2010年：KBS《風吹好日子》飾演 姜翔俊
- 2011年：E Channel《女帝》飾演 鄭赫
- 2011年：MBN《愈發霸氣》飾演 姜仁翰
- 2012年：KBS《赤道的男人》飾演 崔允碩
- 2013年：SBS《兩個女人的房間》飾演 韓志燮
- 2014年：TV朝鮮《妻子醜聞－起風了》
- 2014年：JTBC《12年後的重逢：山蒜醬湯》飾演 張宇
- 2015年：tvN《不哭鳥》飾演 朴聖修
- 2016年：MBC《購物王路易》飾演 南準赫
- 2017年：SBS《Bravo My Life》飾演 薛道賢
- 2021年：KBS《即使被騙也要做夢》飾演 與吳敏熙對戲的人（特別出演）
- 2021年：KBS《太宗李芳遠》飾演 黃喜
- 2022年：tvN《Kill Heel》飾演 梁弼元（特別出演）
- 2022年：KBS《颱風的新娘》飾演 姜颱風

### 電影
- 2014年：《設計》
- 2018年：《記得我》

### MV
- 2010年：Noblesse《離別後遺症》（與史熙）

### 综艺节目
- 2014年：《丛林的法则》第三季 印度洋岛屿篇

## 獎項
| 年份 | 頒獎典禮    | 獎項                 | 作品           | 結果 |
| ---- | ----------- | -------------------- | -------------- | ---- |
| 2006 | SBS演技大獎 | 新星獎               | 独身天下       | 獲獎 |
| 2008 | KBS演技大獎 | 男子助演獎           | 太陽的女子     | 提名 |
| 2009 | SBS演技大獎 | 男子連續劇助演賞     | 兩個妻子       | 提名 |
| 2013 | SBS演技大獎 | 男子長篇劇優秀演技賞 | 兩個女人的房間 | 提名 |

## 外部連結
- NAVER （页面存档备份，存于）
- 姜志燮的X（前Twitter）
- 姜志燮的Instagram帳戶